# Pretzel Logic
Az 1974-es Pretzel Logic a Steely Dan zenekar harmadik nagylemeze. A Rikki Don't Lose That Number nyitódal az együttes legnagyobb slágere lett, az album megjelenése után közvetlenül a 4. helyre került a listákon. Az album aranylemez, majd platinalemez lett, a listákon a 8. helyig jutott. A Rolling Stone magazin Minden idők 500 legjobb albuma listáján a 385. helyre került. Szerepel az 1001 lemez, amit hallanod kell, mielőtt meghalsz című könyvben.

## Az album dalai
| 1. | Rikki Don't Lose That Number | Walter Becker, Donald Fagen  | 4:30 |
| 2. | Night by Night               | Becker, Fagen                | 3:36 |
| 3. | Any Major Dude Will Tell You | Becker, Fagen                | 3:05 |
| 4. | Barrytown                    | Becker, Fagen                | 3:17 |
| 5. | East St. Louis Toodle-Oo     | Duke Ellington, Bubber Miley | 2:45 |

| 1. | Parker's Band       | Becker, Fagen | 2:36 |
| 2. | Through with Buzz   | Becker, Fagen | 1:30 |
| 3. | Pretzel Logic       | Becker, Fagen | 4:28 |
| 4. | With a Gun          | Becker, Fagen | 2:15 |
| 5. | Charlie Freak       | Becker, Fagen | 2:41 |
| 6. | Monkey in Your Soul | Becker, Fagen | 2:31 |

## Helyezés

### Album
| Év   | Lista                | Helyezés |
| ---- | -------------------- | -------- |
| 1974 | Billboard Pop Albums | 8        |

### Kislemezek
| Év   | Kislemez                     | B-oldal                      | Katalógusszám | Lista                 | Helyezés |
| ---- | ---------------------------- | ---------------------------- | ------------- | --------------------- | -------- |
| 1974 | Pretzel Logic                | Through With Buzz            | ABC 12033     | Billboard Pop Singles | 57       |
| 1974 | Rikki Don't Lose That Number | Any Major Dude Will Tell You | ABC 11439     | Billboard Pop Singles | 4        |

## Közreműködők
- Donald Fagen – billentyűk, szaxofon, ének
- Walter Becker – basszusgitár, gitár, ének
- Michael Omartian – billentyűk
- David Paich – billentyűk
- Timothy B. Schmit – basszusgitár, ének
- Wilton Felder – basszusgitár
- Chuck Rainey – basszusgitár
- Denny Dias – gitár
- Jeff "Skunk" Baxter – gitár
- Ben Benay – gitár
- Dean Parks – gitár
- Plas Johnson – szaxofon
- Jerome Richardson – szaxofon
- Ernie Watts – szaxofon
- Lew McCreary – kürt
- Ollie Mitchell – trombita
- Jim Hodder – dob
- Jim Gordon – dob
- Jeff Porcaro – dob

## Fordítás
Ez a szócikk részben vagy egészben a Pretzel Logic című angol Wikipédia-szócikk ezen változatának fordításán alapul.  Az eredeti cikk szerkesztőit annak laptörténete sorolja fel. Ez a jelzés csupán a megfogalmazás eredetét és a szerzői jogokat jelzi, nem szolgál a cikkben szereplő információk forrásmegjelöléseként.